# Crummey Nunatak
Crummey Nunatak är en nunatak i Antarktis. Den ligger i Västantarktis. Inget land gör anspråk på området. Toppen på Crummey Nunatak är 1 209 meter över havet, eller 76 meter över den omgivande terrängen. Bredden vid basen är 3,0 km.
Terrängen runt Crummey Nunatak är huvudsakligen platt, men söderut är den kuperad. Trakten är obefolkad. Det finns inga samhällen i närheten. 